# Sorte Svin
Sorte Svin er den kontroversielle selvbiografi af fodboldspilleren David Nielsen – hvori hans gøren og laden som professionel er beskrevet. Bogen høstede enorm medieomtale, bl.a. på grund af et påstået frivilligt nederlag og voldstrusler mod Arek Onyszko.
| Bog | Spire Denne artikel om bøger og tidsskrifter er en spire som bør udbygges. Du er velkommen til at hjælpe Wikipedia ved at udvide den. |